# Sillamäe
Sillamäe – miasto w północno-wschodniej Estonii w prowincji Virumaa Wschodnia, niedaleko od granicy z Rosją, położone na południowym wybrzeżu Zatoki Fińskiej. Liczy niecałe 17 tys. mieszkańców (2004), z czego ponad 80% to Rosjanie, a tylko ok. 4% Estończycy.
| Rok  | Populacja |
| ---- | --------- |
| 1940 | 2642      |
| 1965 | 9838      |
| 1979 | 16 157    |
| 1989 | 20 561    |
| 1994 | 20 104    |
| 2000 | 17 199    |
| 2004 | 16 806    |
| 2006 | 16 567    |

Podczas ery sowieckich rządów w Estonii, Sillamäe było miastem zamkniętym, głównie ze względu na znajdującą się tu fabrykę chemiczną, która produkowała pręty paliwowe i materiały nuklearne dla radzieckich elektrowni atomowych i do produkcji broni jądrowej. Na początku uran wydobywany był na miejscu, w późniejszym okresie sprowadzany był z różnych miejsc z całego bloku wschodniego, głównie z Czechosłowacji.
Nieopodal miasta znajduje się plaża oraz uzdrowisko wodne (Toila i Narva Jõesuu), używane podczas ery sowieckiej przez członków i przywódców partii komunistycznej.
W 2005 roku w Sillamäe zbudowano port, a pomiędzy majem 2006 a październikiem 2007 istniało regularne połączenie promowe pomiędzy Sillamäe i Kotka w Finlandii. Obsługująca linię firma Narva Line zrezygnowała jednak z przedsięwzięcia.

## Sport
- Sillamäe Kalev – piłka nożna